# Кошанколь
Кошанко́ль (каз. Қошанкөл) — село у складі Казталовського району Західноказахстанської області Казахстану. Адміністративний центр Кошанкольського сільського округу.
Населення — 1017 осіб (2021; 1473 у 2009, 1533 у 1999, 1393 у 1989).